# Пушкари (Смоленская область)
Пушкари — деревня в Смоленском районе Смоленской области России. Входит в состав Лоинского сельского поселения. Население — 11 жителей (2007 год).
Расположена в западной части области в 46 км к северо-западу от Смоленска, в 1 км западнее автодороги Р133 Смоленск — Невель, на берегу реки Ольша. В 30 км южнее деревни расположена железнодорожная станция Лелеквинская на линии Смоленск — Витебск.

## История
В годы Великой Отечественной войны деревня была оккупирована гитлеровскими войсками в июле 1941 года, освобождена в сентябре 1943 года.